# Grille d'Amsler
Pour les articles homonymes, voir Amsler.

La grille d'Amsler

La grille d'Amsler, que l'on utilise depuis 1945, est une grille de lignes horizontales et verticales, utilisée pour évaluer la partie centrale du champ visuel d'une personne. C'est un outil de diagnostic ; elle aide à détecter les perturbations visuelles dues à des changements au niveau de la rétine, en particulier la macula (par exemple dégénérescence maculaire), ainsi que du nerf optique et des voies visuelles du cerveau.
Les ophtalmologues et les opticiens peuvent fournir une grille d'Amsler pour tester sa vue à la maison.
La grille d'Amsler originale était en noir et blanc. Il existe à présent une version colorée avec une grille bleue et jaune ; elle s'avère plus sensible, et peut servir au dépistage d'une large gamme d'anomalies visuelles, dont celles de la rétine, du nerf optique et de la glande pituitaire.
C'est l'ophtalmologue suisse, Marc Amsler, qui a mis au point l'épreuve dite d'Amsler, qui est un test qui permet de dépister rapidement des anomalies du champ visuel. Ce test utilise une grille quadrillée dont le fond est blanc et qui porte le nom de son inventeur : grille d'Amsler. 